# Fritz-August Wilhelm Markmann
Fritz-August Wilhelm Markmann (* 23. September 1899 in Perleberg; † 13. März 1949 in Ebstorf/Niedersachsen) war von 1933 bis 1945 Oberbürgermeister von Magdeburg.

## Leben
Der Sohn eines Sattlermeister wuchs im westbrandenburgischen Perleberg auf, wo er auch seine Schulzeit mit dem Abitur beendete. Unmittelbar darauf begann für ihn der Kriegsdienst im 1. Weltkrieg, bei dem er unter anderem als Dolmetscher in einem Kriegsgefangenenlager in der Provinz Sachsen eingesetzt wurde. Nach Kriegsende nahm Markmann zunächst in Berlin ein Medizinstudium auf, das er jedoch wieder abbrach um sich dem Jurastudium in Jena zuzuwenden. Dieses schloss er 1922 mit der Promotion erfolgreich ab. 
Nachdem er drei Jahre als Syndikus in Bitterfeld und Berlin tätig gewesen war, übernahm er 1925 eine leitende Position des Magdeburger mittelständischen Wirtschaftsverbandes. Schon zu dieser Zeit engagierte er sich politisch, zunächst in der Wirtschaftspartei. Zum 1. Oktober 1931 trat er der NSDAP bei (Mitgliedsnummer 669.727), spielte dort zunächst keine bedeutende Rolle, denn zur Wahl der Magdeburger Stadtverordnetenversammlung wurde er von seiner Partei nur auf Platz 19 der Kandidatenliste gesetzt. Es reichte jedoch, um Stadtverordneter zu werden. 
Am 22. März 1933 wurde der Magdeburger Oberbürgermeister Ernst Reuter von den Nationalsozialisten seines Amtes enthoben, und die preußische Staatsregierung setzte den überzeugten Nationalsozialisten Markmann an seine Stelle, da man sich von ihm auf Grund seiner bisherigen Laufbahn die notwendige Sachkompetenz erhoffte. Die formale Wahl erfolgte am 6. Juli 1933. In der Folgezeit erwies er sich vor allem als weitsichtiger Wirtschaftsfachmann, als der er den Ausbau des Handelshafens in Gang setzte, die Initiative für die Anschlüsse Magdeburgs an die Autobahn und den Mittellandkanal ergriff und den dringend erforderlichen Wohnungsbau weitertrieb. Als Teil des nationalsozialistischen Systems war er andererseits auch verantwortlich für die Abschaffung der demokratischen Strukturen in der Stadtverwaltung und übte sein Amt autoritär aus. 
Ganz im Zuge der Verklärung der deutschen Geschichte im Dritten Reich wandte er sich intensiv dem Werdegang des Magdeburger Stadtrechts zu, veröffentlichte dazu zahlreiche Schriften und gründete zur Erforschung des Magdeburger Rechts eigens 1940 ein Institut unter Leitung von Theodor Goerlitz. Bereits 1933 war auf sein Betreiben das Stadtgeschichtliche Museum eingerichtet worden. 
Der Beginn des Zweiten Weltkrieges stoppte seine weiteren großen Pläne, wie den Bau einer neuen Strombrücke und der Ost-West-Magistrale. Im Angesicht der Vernichtung seiner Stadt durch die schweren Bombenangriffe wandte er sich zunehmend vom Nationalsozialismus ab und suchte den Kontakt zu progressiven Kräften, wie dem Leipziger Oberbürgermeister Carl Friedrich Goerdeler. Im April 1945 versuchte er vergeblich, die sinnlose Verteidigung Magdeburgs zu verhindern. 
Nach dem Einmarsch der Amerikaner in die Stadt wurde Markmann, der im Gegensatz zu anderen Verantwortlichen in der Stadt geblieben war, verhaftet und interniert. Nachdem er im September 1946 entlassen worden war, zog er zu Verwandten in das niedersächsische Ebstorf. Die dortige Entnazifizierungskommission stufte ihn als „Mitläufer“ ein. Bis zu seinem Tode war er als kaufmännischer Angestellter tätig.